# Мечеть Ібн Рушд-Гете
52°31′30″ пн. ш. 13°20′58″ сх. д. / 52.525° пн. ш. 13.34944444° сх. д.
Мечеть Ібн Рушд-Гете (нім. Ibn-Rushd-Goethe-Moschee) — єдина ліберальна мечеть в Німеччині. Розташована у Берліні. Мечеть названа на честь середньовічного арабського мислителя Ібн Рушд та німецького письменника Йоганна Вольфганга фон Гете.

## Історія
Мечеть була відкрита 2017 року Сейран Атеш, німецьким адвокатом та мусульманською феміністкою курдського походження.
«Нам необхідне історико-критичне тлумачення Корану» – заявила Сейран Атеш.
Мечеть відкрита для сунітів, шиїтів та інших мусульман. Носіння бурки та нікабу не допускаються. Чоловіки та жінки моляться разом у мечеті, і жінки не зобов'язані носити хустку. Крім того, мусульманан-гомосексуалам дозволено входити до мечеті, а також вони можуть тут молитися. Це перша мечеть такого типу в Німеччині і одна з перших в Європі, а також у всьому світі.
З 2017 до 2020 рік мечеть розміщувалась в середині Євангельської кірхи.

## Реакція
Державні релігійні органи Туреччини та Єгипту жорстко розкритикували таку мечеть, яка на їхню думку, руйнує створювані століттями основи ісламу.